# Michele Andreolo
Miguel Andreolo Frodella dit Michele Andreolo (né le 6 septembre 1912 et mort le 14 mai 1981 à Potenza) était un footballeur uruguayen naturalisé italien, vainqueur de la coupe du monde 1938.

## Biographie
En tant que milieu de terrain, Michele Andreolo, bien qu'Uruguayen, porta le maillot de la Squadra Azzurra à vingt-six reprises (1936-1942) pour un but inscrit. Son unique but fut inscrit le 15 mai 1938, contre la Belgique, se soldant par une victoire italienne (6-1). Il participa à la Coupe du monde de football de 1938, où il fit tous les matchs en tant que titulaire, et remporta le tournoi.
Il joua pour un club uruguayen (Nacional) et cinq clubs italiens (Bologna Football Club, Società Podistica Lazio, Associazione Calcio Napoli, Club Calcio Catania et Forlì Football Club), remportant deux championnats uruguayens, quatre scudetti, une D3, une D4 italiennes et un championnat romain de guerre.

## Clubs
- 1932-1935 :  Nacional
- 1935-1943 :  Bologna Football Club
- 1943-1945 :  Società Podistica Lazio
- 1945-1948 :  Associazione Calcio Napoli
- 1948-1949 :  Club Calcio Catania
- 1949-1950 :  Forlì Football Club

## Palmarès
- Championnat d'Uruguay de football
  - Champion en 1933 et en 1934
  - Vice-champion en 1935
- Championnat d'Italie de football
  - Champion en 1936, en 1937, en 1939 et en 1941
  - Vice-champion en 1940
- Championnat romain de guerre (football)
  - Champion en 1944
  - Vice-champion en 1945
- Championnat d'Italie de football D3
  - Champion en 1949
- Championnat d'Italie de football D4
  - Champion en 1950
- Coupe du monde de football
  - Vainqueur en 1938